# Patrick Lane
Patrick Lane (ur. 26 marca 1939 w Nelson, zm. 7 marca 2019 w Victorii) – kanadyjski poeta.
Zaczął publikować w latach 60. W 1966 wydał zbiór wierszy Letters from the Savage Mind, a w 1969 Separations, w których ukazał brutalną, pełną przemocy codzienność zachodniej Kanady. W późniejszej twórczości, Unborn Things: South American Poems (1975) i Poems New and Selected (1978) zajął się tematyką Ameryki Łacińskiej. Jest również autorem zbiorów liryki refleksyjnej – (1990), Too Spare, Too Fierce (1996), The Bare Plum of Winter Rain (2000) i tomu opowiadań opowiadań How Do You Spell Beautiful? (1992).